# Shmuel Agmon
Shmuel Agmon (em hebraico:  שמואל אגמון) (Tel Aviv, 2 de fevereiro de 1922 – 21 de março de 2025) foi um matemático israelense.
Conhecido por seus trabalhos em análise matemática e equações diferenciais parciais.

## Trabalho
As contribuições de Agmon às equações diferenciais parciais inclui o método de Agmon, fornecendo decaimentos exponenciais de autofunções de operadores elípticos.

## Condecorações
Agmon foi laureado em 1951 com o Prêmio Israel de matemática. Recebeu em 2007 o Prêmio EMET "por pavimentar novos caminhos no estudo de equações diferenciais parciais elípticas e sua linguagem problemática e por alavancar o entendimento na área, bem como sua contribuição fundamental ao desenvolvimento da teoria espectral e a teoria das distribuições de operadores de Schroedinger." Recebeu também o Prêmio Weizmann e o Prêmio Rothschild.

## Publicações selecionadas
- Agmon, Shmuel (1951). «Functions of exponential type in an angle and singularities of Taylor series». Trans. Amer. Math. Soc. 70 (3): 492–508. MR 0041222. doi:10.1090/s0002-9947-1951-0041222-5
- with Lipman Bers: Agmon, Shmuel; Bers, Lipman (1952). «The expansion theorem for pseudo-analytic functions». Proc. Amer. Math. Soc. 3 (5): 757–764. MR 0057349. doi:10.1090/s0002-9939-1952-0057349-4
- Agmon, Shmuel (1953). «Complex variable Tauberians». Trans. Amer. Math. Soc. 74 (3): 444–481. MR 0054079. doi:10.1090/s0002-9947-1953-0054079-5
- Agmon, Shmuel (1960). «Maximum theorems for solutions of higher order elliptic equations». Bull. Amer. Math. Soc. 66 (2): 77–80. MR 0124618. doi:10.1090/s0002-9904-1960-10402-8
- Lectures on elliptic boundary value problems. [S.l.]: Van Nostrand. 1965. iii+291 p; 2nd edition. [S.l.]: AMS Chelsea Pub. 2010. ISBN 978-0-8218-4910-1[5]
- Unicité et convexité dans les problèmes différentiels. [S.l.]: Presses de l'Université de Montréal. 1966. 156 p
- Spectral properties of Schrödinger operators and scattering theory. [S.l.]: Scuola normale superiore di Pisa. 1975
- Lectures on exponential decay of solutions of second-order elliptic equations: bounds on eigenfunctions of N-body Schrödinger operators. [S.l.]: Princeton University Press. 1982. ISBN 978-0-691-08318-6[6]